# Азербайджан на «Евровидении-2025»
Азербайджан на «Евровидении» 2025 года представила музыкальная группа «Mamagama».

## Национальный отбор
Процесс отбора участника и песни начался в августе 2024 года.
Участник был выбран путём голосования жюри, в которое входили восемь участников музыкальной сферы Азербайджана и зарубежной эстрады.
В состав азербайджанского жюри вошли рэпер Эльшад Хосе, участница «Евровидения-2017» Диана Гаджиева, участница «Евровидения-2009» Айсель Теймурзаде, диджей и продюсер Heydar, композитор Фаик Суджаддинов, музыкант Раин Султанов, ведущий и директор Общественного радио DJ Fateh, генеральный директор Общественного телевидения Балакиши Касумов.
Кроме «Mamagama» в отборе участвовала рок-группа «DÖNGƏ» с песней «Take Me to the Night».

## Песня
К 19 декабря 2024 года было подано 154 заявки. 49 % песен было подано от азербайджанских исполнителей. Первоначально из 154 песен было отобрано 12 кандидатов, из которых была определена песня для участия на конкурсе.
Для участия была выбрана песня «Run To U». Песня была выпущена 19 февраля 2025 года. В песне звучит саз, который визуально представлен и в клипе. Саз впервые представлен в конкурсной песне Азербайджана.
2 апреля представлена версия песни в стиле «дип-хаус».

## Участие
5 апреля участники выступили на «Eurovision in Concert» в Амстердаме. На сцене состоялась премьера live-версии песни.
11 мая на церемонии открытия на бирюзовой ковровой дорожке длиной 1,3 км азербайджанские участники появились в костюмах от дизайнера Гюльнар Халиловой.
Азербайджан выступил во второй части первого полуфинала 13 мая под номером 10. Сценические образы были созданы дизайнером Камиллой Бабаевой. Стилистом являлся Нигамет Гурбанов.
Во время выступления на перчатке солиста Асафа Мишиева расцвёл цветок Хары-бюльбюль. На сцене появились полумесяц и восьмиконечной звезда — символы флага Азербайджана.
По итогам первого полуфинала группа не прошла в финал.
Во втором полуфинале в качестве приглашённой звезды выступила Самира Эфенди с песней «Cleopatra» в специальном номере вместе с другими артистами, которые не выступили на Евровидении-2020, отменённом из-за пандемии коронавируса.
Глава азербайджанской делегации на "Евровидении-2025" — Нурлана Джафарова. Руководитель медиа — Тураб Теймуров.
Объявлять баллы от национального жюри в финале будет Сафура Ализаде.